# 진주 최씨
진주 최씨(晋州 崔氏)는 경상남도 진주시를 본관으로 하는 한국의 성씨이다. 시조 최서림(崔瑞琳)은 경주 최씨의 시조인 최치원의 후손이며, 조선에서 사마시(司馬試)에 합격해 참봉(參奉)에 제수되었다.

## 참고 자료
- “진주 최씨(晋州 崔氏)”. 뿌리를 찾아서.[깨진 링크(과거 내용 찾기)]